# Combinat

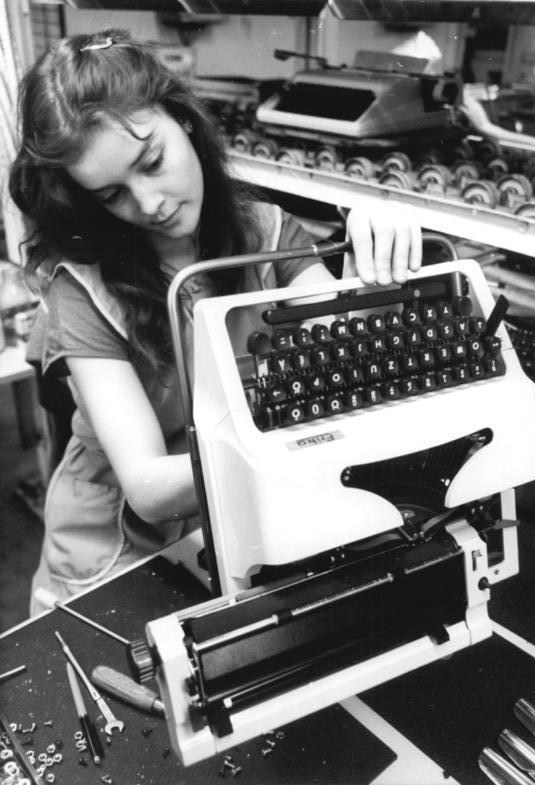
Asamblarea unei mașini de scris la combinatul Robotron din RDG, 1987

Combinatul (în germană Kombinat; în rusă Комбинат; din latină combinatus) este un mare complex productiv care reunește mai multe întreprinderi industriale ce cooperează pentru a obține un randament mai bun și în care uneori produsele uneia din întreprinderi servesc celorlalte ca materie primă, semifabricată sau auxiliară. Combinatele au apărut după cel de-Al Doilea Război Mondial, fiind specifice țărilor socialiste și în special Uniunii Sovietice.
În Germania de Est, combinatele erau grupuri de societăți cu statut de întreprindere populară (în germană VEB, de la Volkseigener Betrieb : care aparține poporului).